# 이션
이션(본명: 이창윤, 李昌潤, 영어: E-TION, 1994년 12월 24일 ~ )은 대한민국의 가수이자 WM 엔터테인먼트 소속이며 대한민국 보이 그룹 온앤오프의 리드보컬을 맡고 있다.
이션의 이름은 본인이 지었으며 뜻은 이창윤 센세이션의 이션이다. 온앤오프에서 세번째 리더인 패션리더를 맡고 있다.